# كارلو فيلانويفا فوينتيس
كارلو فيلانويفا فوينتيس (بالإسبانية: Carlo Villanueva Fuentes)‏ هو لاعب كرة قدم تشيلي في مركز الوسط، ولد في 1 يوليو 1999 في سانتياغو في تشيلي. لعب مع كولو-كولو.

## وصلات خارجية
- كارلو فيلانويفا فوينتيس على موقع قاعدة بيانات كرة القدم.إي يو (الإنجليزية)
- كارلو فيلانويفا فوينتيس على موقع Soccerway.com (الإنجليزية)